# Chariea cyanea
Chariea cyanea är en skalbaggsart som beskrevs av Audinet-serville 1832. Chariea cyanea ingår i släktet Chariea och familjen långhorningar. Inga underarter finns listade i Catalogue of Life.